# حسین صعودی‌پور
حسین صعودی‌پور (زادهٔ ۳۰ اسفند ۱۳۰۰ - درگذشته ۲۲ شهریور ۱۳۹۶) بازیکن بسکتبال اهل ایران بود.
وی در بازی‌های المپیک تابستانی ۱۹۴۸ به همراه تیم ملی بسکتبال ایران شرکت کرده و در پنج بازی در ترکیب این تیم در مسابقات حضور یافته‌است.